# Marie-Louise-Adélaïde Boizot
Pour les articles homonymes, voir Boizot.
Marie-Louise-Adélaïde Boizot est une graveuse d'interprétation au burin française, née le 15 août 1744 à Paris où elle est morte en 1800.

## Biographie
Marie-Louise-Adélaïde Boizot est, après son frère aîné le dessinateur et sculpteur Louis-Simon Boizot (1743-1809) dont elle sera l'interprétatrice, la deuxième des sept enfants nés de l'union, vers 1742, du peintre Antoine Boizot (1702-1782), alors veuf de Marie Oudry (fille de la graveuse Marie-Marguerite Oudry et du peintre Jean-Baptiste Oudry), et de Jeanne Flottes (1715-1762). Elle apprend le dessin sous la direction de son père avant d'être en gravure l'élève de Jean-Jacques Flipart.

## Œuvres

### Gravure d'après elle-même
- Portrait de Jean-Joseph-Guillaume Bruté, docteur en Sorbonne et curé de l'église Saint-Benoît-le-Bétourné[3].

### Gravure d'interprétation
- Louis-Simon Boizot[4], portraits et scènes allégoriques : Louis XVI, 1775 (profil gauche) et 1781 (profil droite)[3] ; Marie-Antoinette, 1775 (profil droite)[5] et 1781 (profil gauche) ; Charles-Philippe, Comte d'Artois, 1776 ; Louis Stanislas Xavier, Comte de Provence, 1776 ; Marie-Thérèse, Comtesse d'Artois, 1778 ; Marie-Josèphe Louise, Comtesse de Provence, dite « Madame »[6] ; La France reçoit des mains de l'Autriche le premier fruit de leur alliance (pièce allégorique pour la naissance de Marie-Thérèse Charlotte, fille de Louis XVI), 1778 ; Madame Élisabeth, 1780 ; La France reçoit des mains de l'Autriche un Dauphin, fruit précieux de leur alliance (pièce allégorique pour la naissance de Louis-Joseph de France), 1781 ; Joseph II d'Autriche ; Pierre Fabre, chirurgien[3].
- Lodovico Carracci, Sainte Catherine.
- François-Hubert Drouais, Le château de cartes, Les bulles de savon.
- Dan Dubois, Portrait de Denis-François Secousse[7].
- Jean-Baptiste Greuze, La petite liseuse[8] ; Jeune fille faisant sa prière auprès de l'autel de l'amour[3].
- Gabriel Metsu, Le déjeuner à la hollandaise.
- Caspar Netscher, Le jeune garçon avec une cage d'oiseaux ; Le jeune Turc.
- Johannes Wiedewelt (en)

## Expositions
- Marie-Antoinette, Paris, Grand Palais, mars-juin 2008.

## Galerie

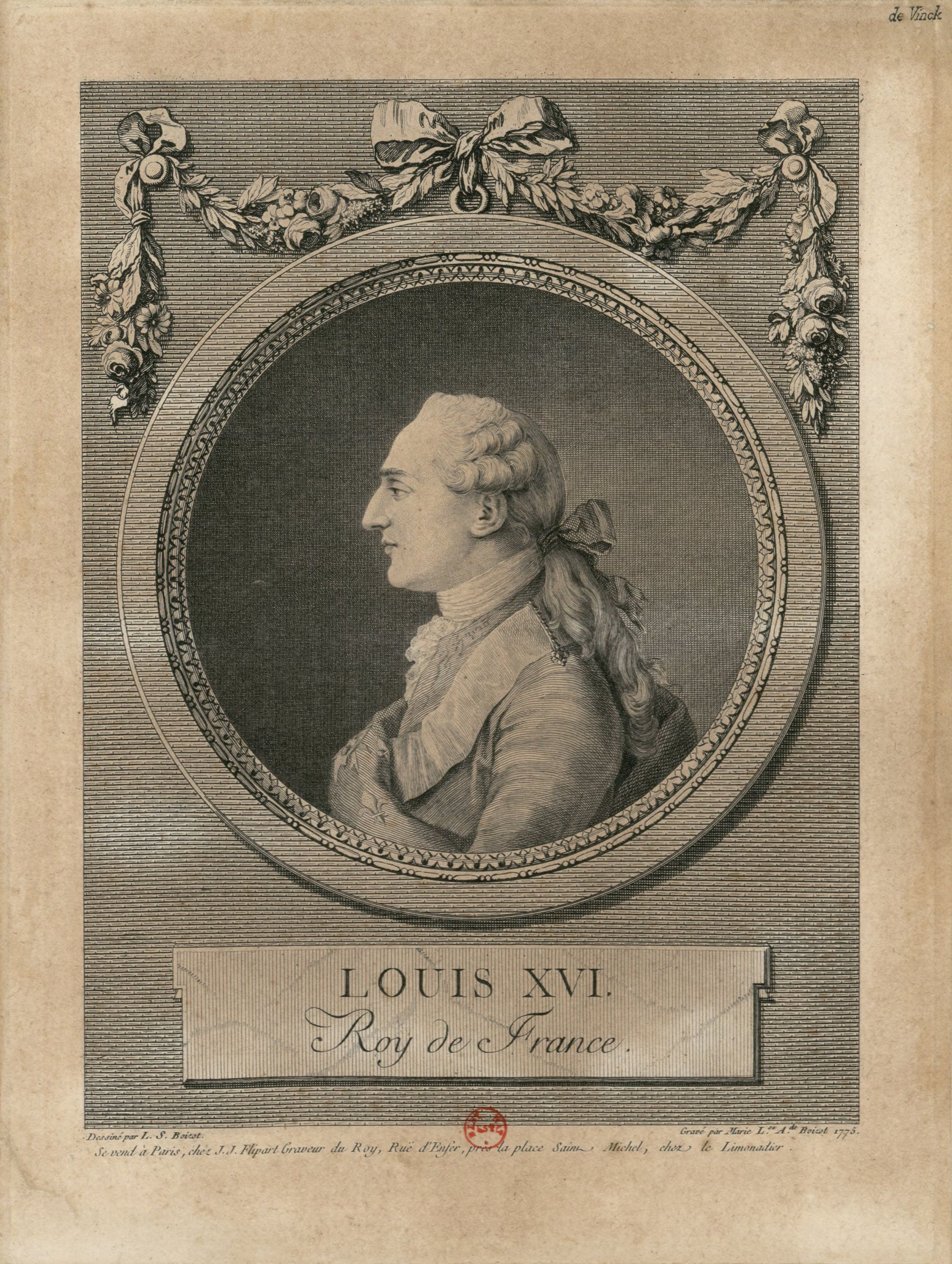
Louis XVI (1775)
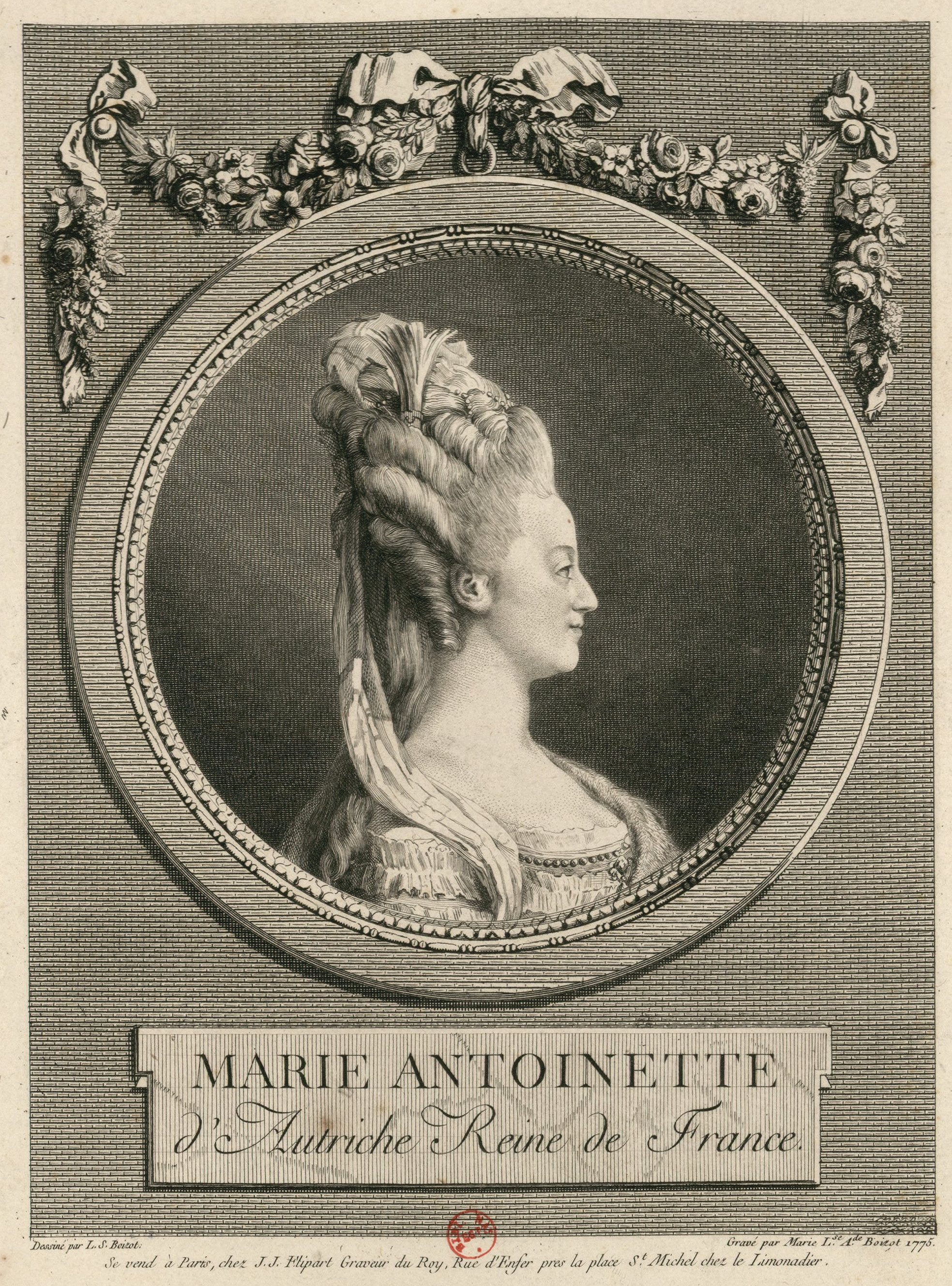
Marie-Antoinette (1775)
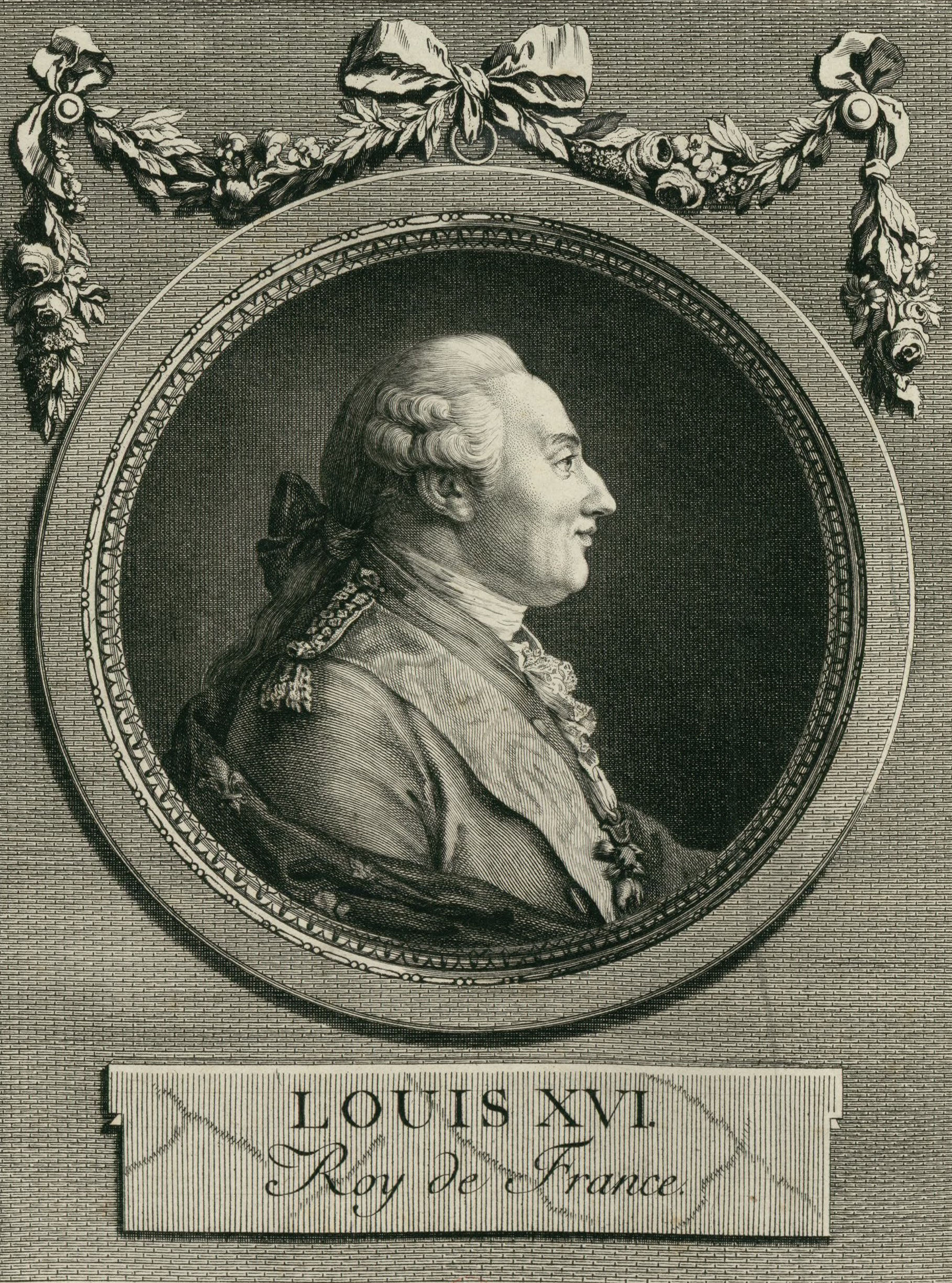
Louis XVI (1781)
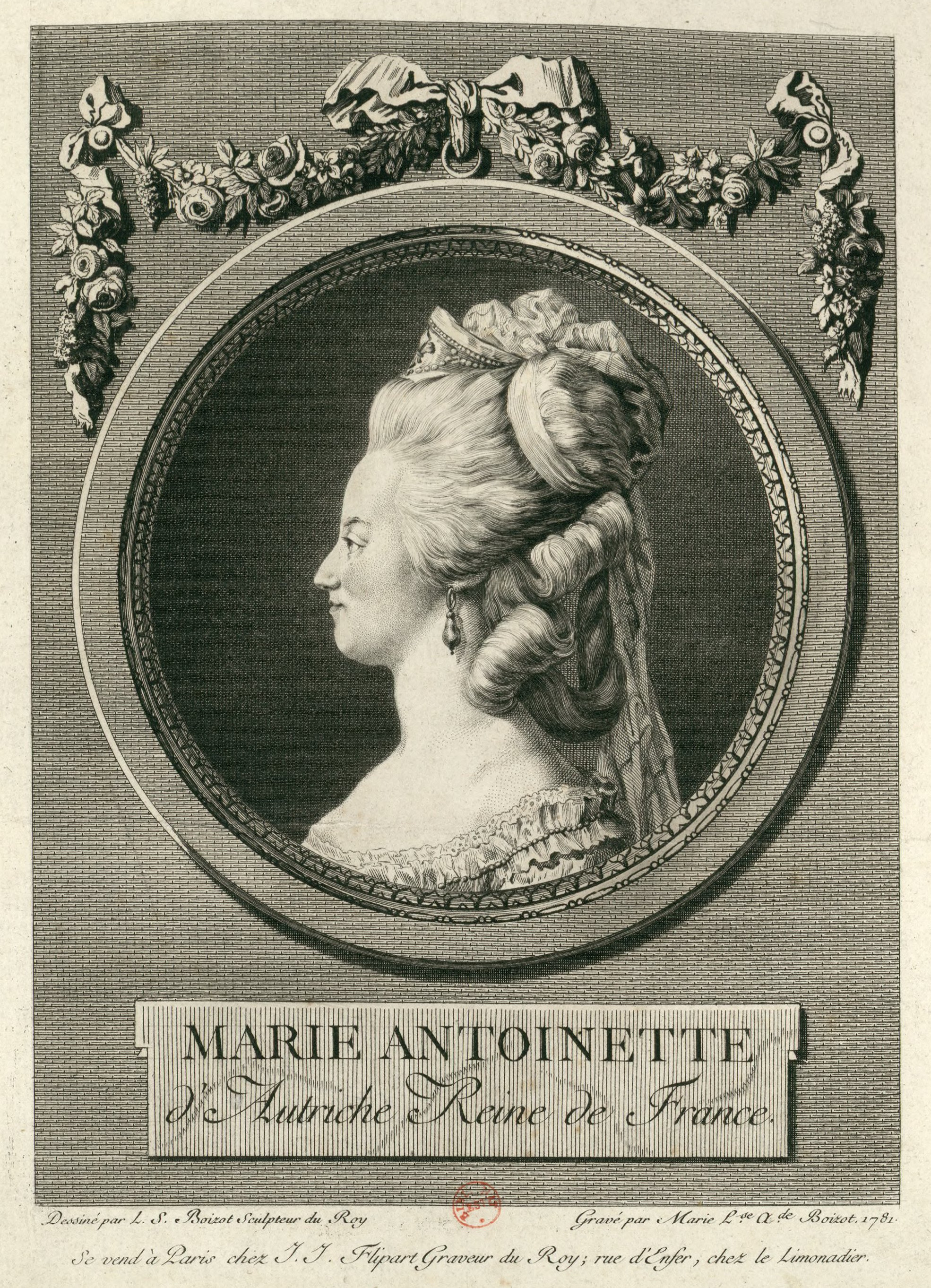
Marie-Antoinette (1781)
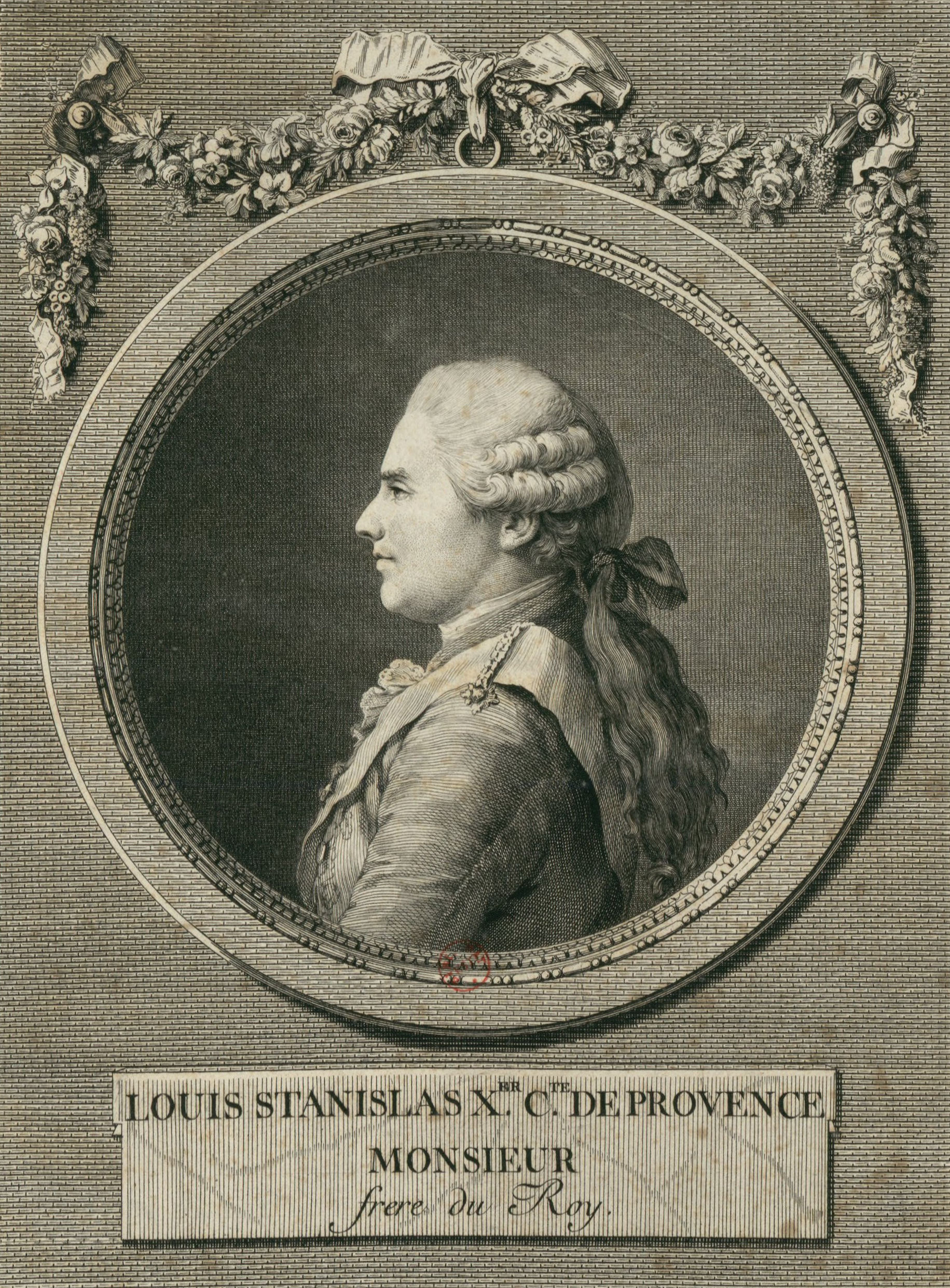
Louis Stanislas Xavier, Comte de Provence
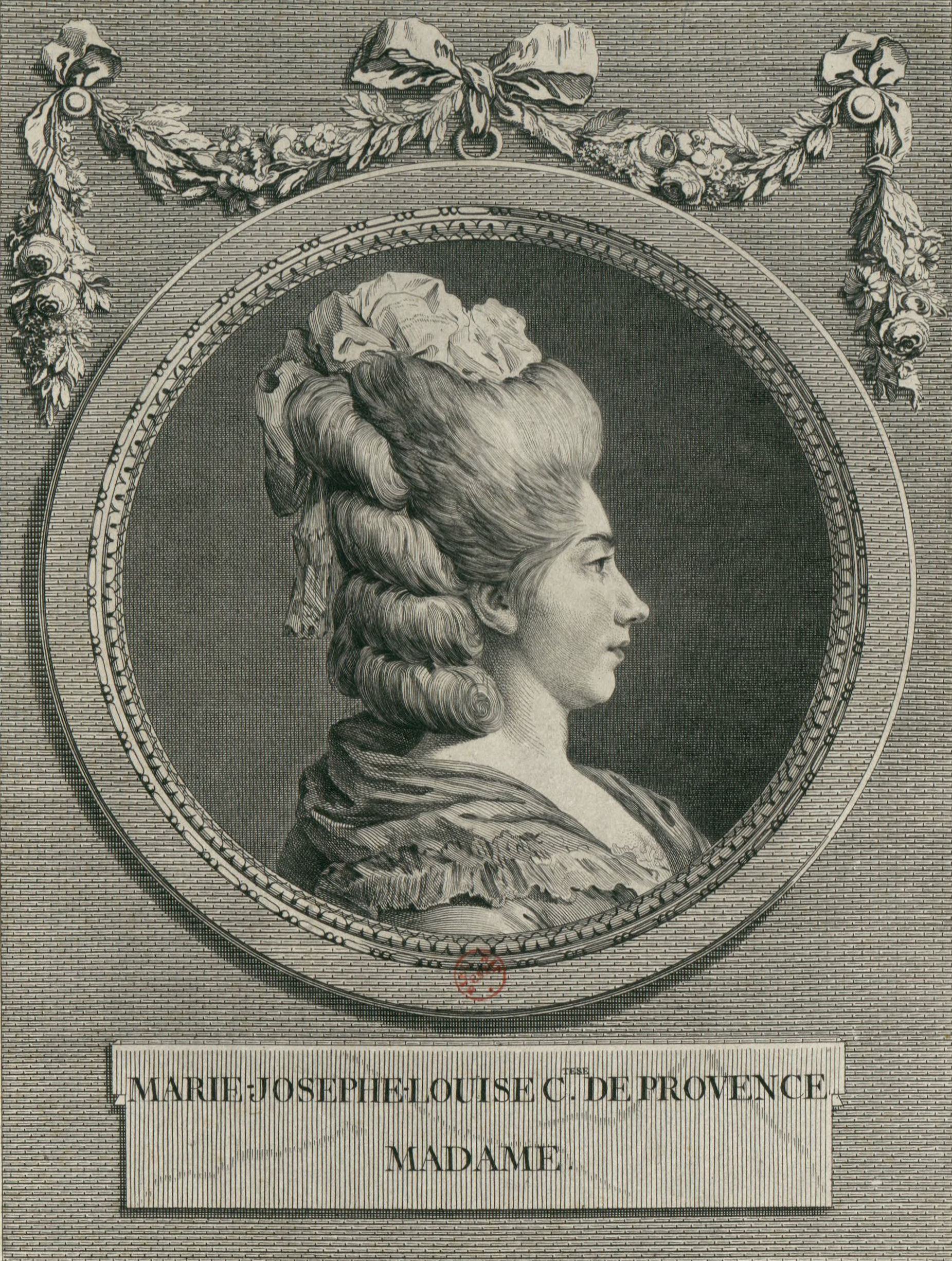
Marie-Josephe Louise, Comtesse de Provence, « Madame »
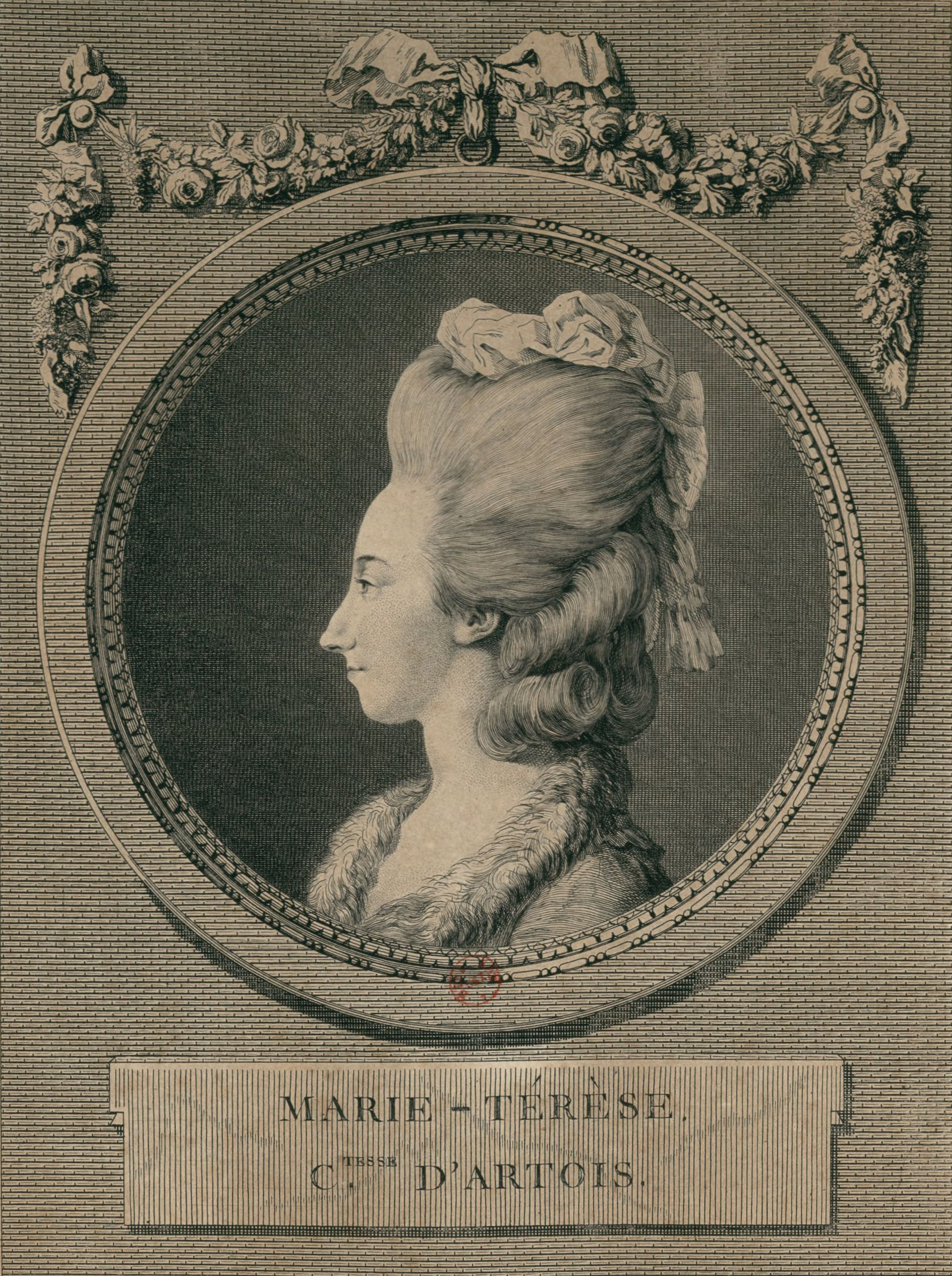
Marie-Thérèse, Comtesse d'Artois
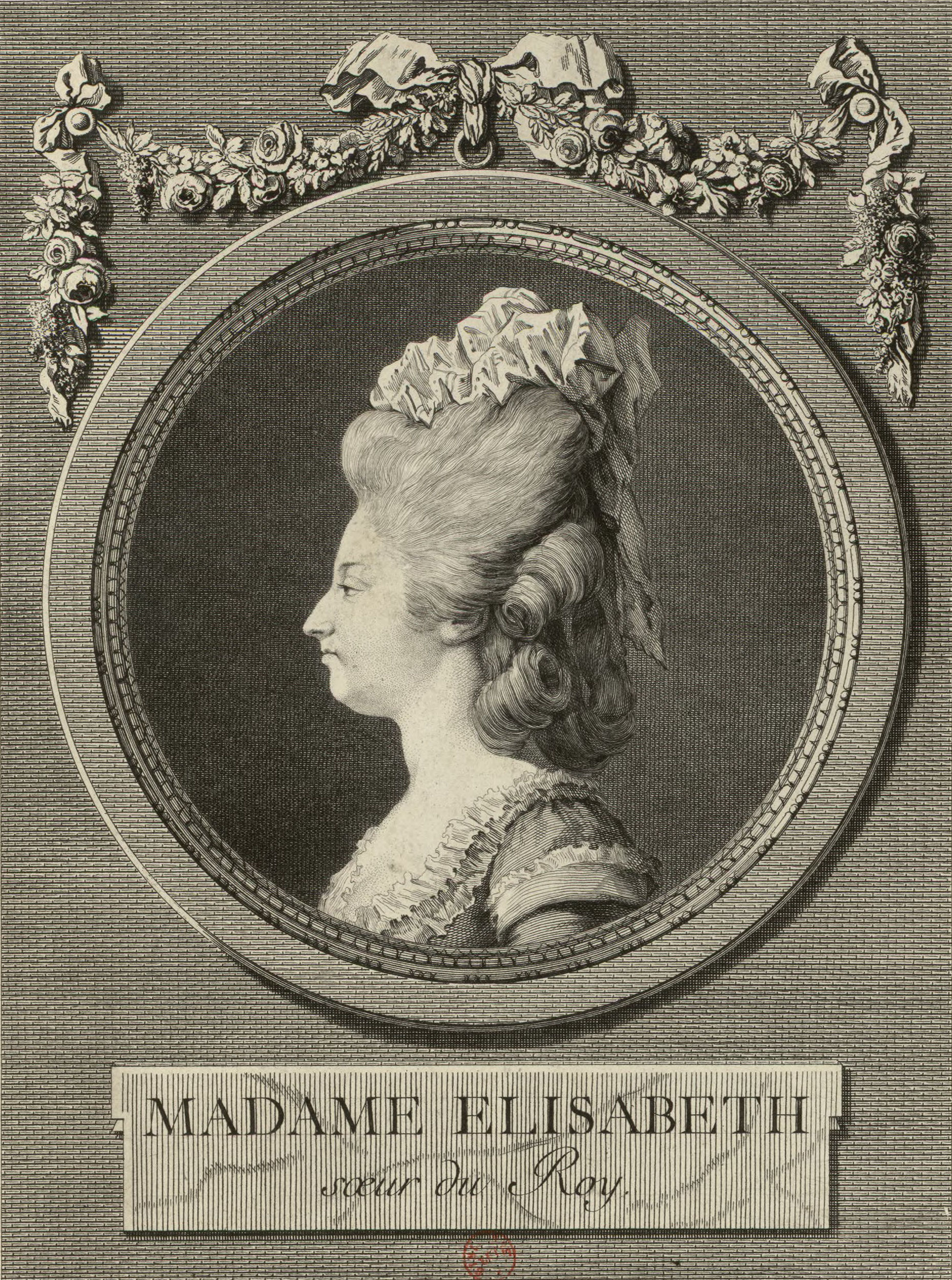
Madame Élisabeth
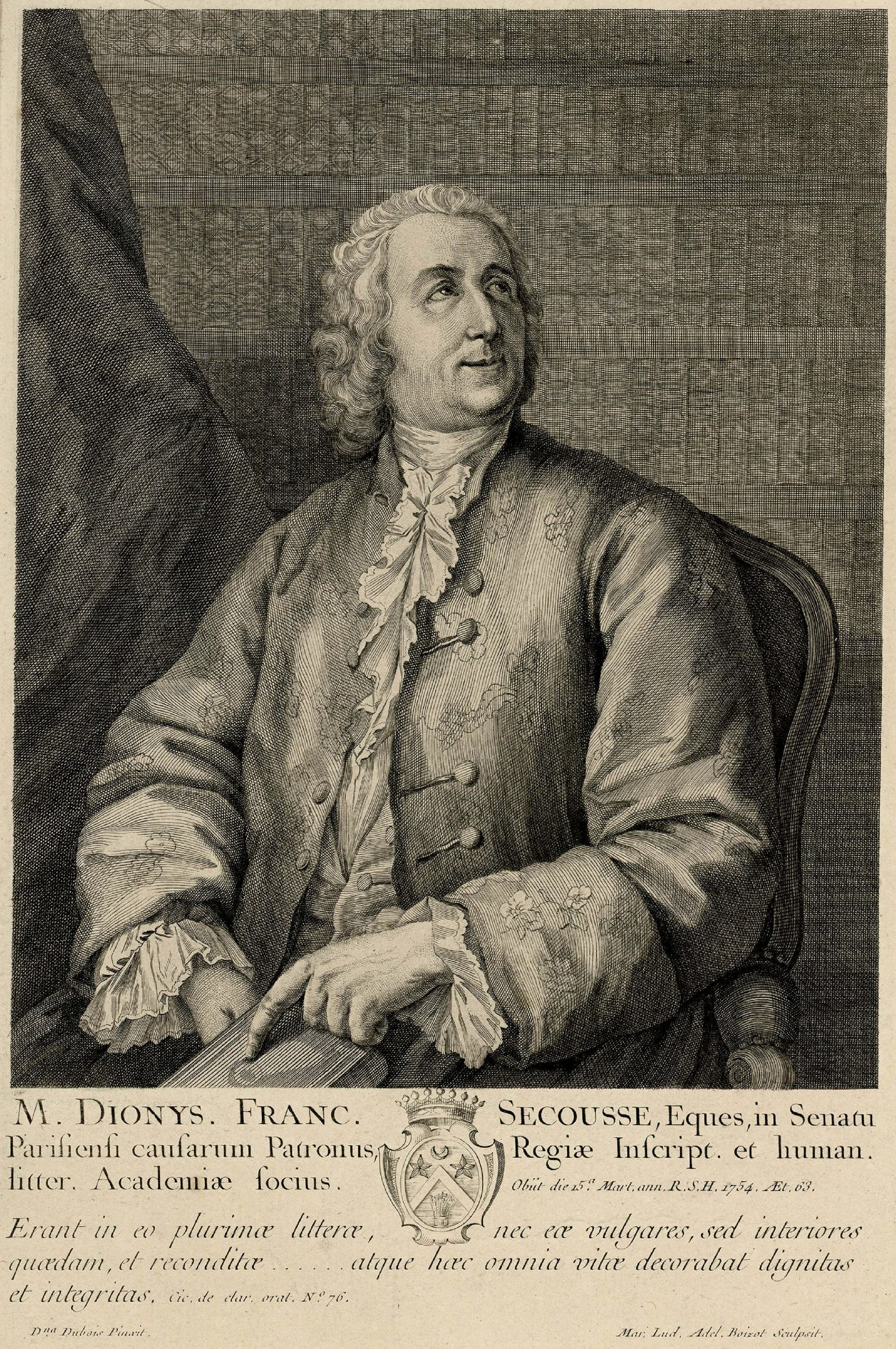
Denis-François Secousse

## Réception critique
- « Les talents des deux artistes [Louis-Simon et Marie-Louise-Adélaïde Boizot] auxquels on doit le portrait du Roi et de la Reine sont assez avantageusement connus pour qu'on soit dispensé de faire l'éloge de leur travail. Nous observerons que le portrait de la Reine est le plus ressemblant des deux et qu'il y a des détails vraiment estimables dans celui du Roi. » - Journal de la littérature, de la science et des arts, Imprimerie de Knapen, Paris, 1782.
- « Elle nous a laissé une série de portraits des membres de la famille royale de France, médaillons ronds dans des encadrements carrés ornés de guirlandes et de nœuds de rubans, qui accusent une main assez inexpérimentée. Les figures manquent de modelé, les vêtements pourraient être rendus avec plus de soin, et cependant on ne peut méconnaître que ces profils ne sont pas sans charme. Marie-Antoinette, jeune, la tête tournée à droite et coiffée d'une aigrette, est même une merveille de grâce et de douceur. » - Roger Portalis et Henri Beraldi[2]
- « La Reine, continuant à s'intéresser à Boizot, ne voulut point d'autre sculpteur que lui lorsqu'il fut question de faire d'elle un buste officiel pour le département des affaires étrangères. Légèrement tourné à droite, le visage s'encadre des boucles de la chevelure que surmonte un édifice compliqué formé d'un diadème, où s'incrustent des perles et une fleur de lys, d'une rose avec son feuillage et d'un large nœud qui retombe fort bas en arrière. Le manteau d'hermine fleurdelysé est relevé à l'épaule droite par une cordelière et achève de donner à cette image son caractère officiel. Ce caractère est moins apparent dans la gravure qu'en a faite sa sœur Marie-Louise-Adélaïde Boizot, buriniste, en 1781 et qui représente cette fois le profil de la Reine regardant à gauche. Le manteau d'hermine a disparu, n'étant pris qu'à la hauteur des épaules, mais tous les autres détails, moins la rose, sont exactement gardés. La coiffure est la même, le ruban se noue et descend de la même façon, et le diadème si caractéristique est identique dans le buste et dans la gravure. » - Pierre de Nolhac[9]

## Collections publiques

### États-Unis
- Metropolitan Museum of Art, New York, Portrait de Marie-Josephe Louise, Comtesse de Provence, d'après Louis-Simon Boizot[6].
- National Gallery of Art, Washington, Portrait de Marie-Antoinette, d'après Louis-Simon Boizot[5].

### France
- Cabinet des estampes de la Bibliothèque nationale de France, Paris.
- Musée Carnavalet, Paris, Portrait de Marie-Antoinette, d'après Louis-Simon Boizot.
- Musée du Louvre, Paris, La petite liseuse, d'après Jean-Baptiste Greuze (fonds Edmond de Rothschild)[8].
- Muséum national d'histoire naturelle, Paris, Portrait de Pierre Fabre, d'après Louis-Simon Boizot[3].
- Musée Greuze (Hôtel-Dieu), Tournus, La petite liseuse et Jeune fille faisant sa prière auprès de l'autel de l'amour, d'après Jean-Baptiste Greuze[3].
- Archives départementales du Morbihan, Vannes, Portrait de Louis Stanislas Xavier, Comte de Provence, d'après Louis-Simon Boizot (fonds Louis Grosjean).
- Château de Versailles, gravures provenant essentiellement de la collection du Roi Louis-Philippe Ier : Denis-François Secousse, d'après Dan Dubois[7], Jean-Joseph-Guillaume Bruté, auto-interprétation[3].

### Pays-Bas
- Rijksmuseum, Amsterdam, Portrait de Joseph II d'Autriche, d'après Louis-Simon Boizot.

### Royaume-Uni
- Waddesdon Manor, Buckinghamshire, Portrait de Marie-Antoinette, d'après Louis-Simon Boizot, 1775[10].
- Fitzwilliam Museum, Université de Cambridge, Portraits de Louis XVI (1775), Marie-Josèphe Louise, Comtesse de Provence et Marie-Thérèse, Comtesse d'Artois, d'après Louis-Simon Boizot.
- British Museum, Portrait de Marie-Antoinette, 1775, d'après Louis-Simon Boizot[11].
- Victoria and Albert Museum, Londres, Portrait de Charles-Philippe, Comte d'Artois, d'après Louis-Simon Boizot.

### Suède
- Nationalmuseum, Stockholm, gravure d'après Johannes Wiedewelt.